# Мелзунген
Мелзунген (њем. Melsungen) град је у њемачкој савезној држави Хесен. Једно је од 27 општинских средишта округа Швалм-Едер. Према процјени из 2010. у граду је живјело 13.574 становника. Посједује регионалну шифру (AGS) 6634014.

## Географски и демографски подаци
Мелзунген се налази у савезној држави Хесен у округу Швалм-Едер. Град се налази на надморској висини од 160 – 462 метра. Површина општине износи 63,1 km². У самом граду је, према процјени из 2010. године, живјело 13.574 становника. Просјечна густина становништва износи 215 становника/km².

## Међународна сарадња
| Мјесто | Држава               | Врста сарадње | Од    |
| ------ | -------------------- | ------------- | ----- |
| Кудугу | Буркина Фасо         | партнерство   | 1990. |
| Тоди   | Италија              | партнерство   | 1985. |
| Ившам  | Уједињено Краљевство | партнерство   | 1982. |
| Дре    | Француска            | партнерство   | 1966. |
| Извор  |                      |               |       |